# Super Aguri SA05
A Super Aguri SA05 egy Formula–1-es versenyautó, melyet a Super Aguri versenyeztetett a 2006-os Formula–1 világbajnokság első felében. Pilótái Szató Takuma és Ide Júdzsi voltak, majd miután utóbbinak négy futam után visszavonták a szuperlicenszét, Franck Montagny ült be helyette.

## Áttekintés
Ez volt a csapat által használt első versenyautó, melynek az alapját az Arrows A23-as versenyautó képezte, amit még 2002-ben tervezett Mike Coughlan és Sergio Rinland. Az átalakítást a korábban a szintén Arrows-nál dolgozó Mark Preston felügyelte, aki magával hozott dolgozókat a korábbi csapattól. A Super Aguri azért kényszerült ezen kasztni használatára, mert a tervüket, hogy az előző évi BAR 007-es autót használhassák, keresztülhúzták. Ezt a kasztnit Minardi PS04 néven a Minardi csapat is versenyeztetni szerette volna 2004-ben, de ők végül elálltak ettől. A csapat végül ezt a PS04-est vásárolta meg Paul Stoddarttól. A váltó és a felfüggesztés teljesen ugyanaz maradt, mint az eredeti autóban volt.
A kasztni új monocoque-ot, új aerodinamikai csomagot, és új hátsó részt kapott a motornál. Áttervezésre került a motortér is, ugyanis eredetileg egy V10-es Cosworth motor befogadására készült, ezúttal pedig egy V8-as Honda motor került bele.
A csapat egyik pilótája azért lett Szató, mert tulajdonképpen a csapatot is azért hozták létre, hogy a BAR-tól való kirúgását követően legyen hol versenyeznie. Nagyon népszerű versenyző volt ugyanis, ezért a Honda mindenáron szerette volna őt a Formula–1-ben tartani. Ezért szinte rohamtempóban állt fel az új csapat, amely gyakorlatilag a Honda B-csapataként funkcionált. A csapatfőnök a korábbi pilóta Szuzuki Aguri lett.
A Super Aguri számított rá, hogy iélyen körülmények közt ők lesznek a leggyengébbek, habár egy, a bahreini nagydíj előtt elkészített aerodinamikai csomag sokat segített a hátrány lefaragásában. Szató különösen jól ki tudta hozni az autóból a maximumot. Vele ellentétben Idével igen komoly problémák voltak, és miután a san marinói nagydíjon egy durva manőverrel megtorpedózta és a levegőbe lökte Christijan Alberst, visszavonták a szuperlicenszét is. A helyére beülő Franck Montagny már jobban tudta tartani Szató tempóját.
Mivel szezon közben nőtt a Honda anyagi támogatása és bővült a csapatszemélyzet is, nekiláthattak készíteni az SA06-os új versenyautót. Ezért az SA05-ös utoljára a francia nagydíjon versenyzett.

## Eredmények
(Táblázat értelmezése)

(Félkövér: pole-pozícióból indult; dőlt: leggyorsabb kört futott) 

| Év   | Csapat      | Motor    | Gumik | Pilóták         | 1   | 2   | 3   | 4   | 5   | 6   | 7   | 8   | 9   | 10  | 11  | 12  | 13  | 14  | 15  | 16  | 17  | 18  | Pontok | Helyezés |
| ---- | ----------- | -------- | ----- | --------------- | --- | --- | --- | --- | --- | --- | --- | --- | --- | --- | --- | --- | --- | --- | --- | --- | --- | --- | ------ | -------- |
| 2006 | Super Aguri | Honda V8 | B     |                 | BHR | MAL | AUS | SMR | EUR | ESP | MON | GBR | CAN | USA | FRA | GER | HUN | TUR | ITA | CHN | JPN | BRA | 0      | -        |
| 2006 | Super Aguri | Honda V8 | B     | Szató Takuma    | 18  | 14  | 12  | KI  | KI  | 17  | KI  | 17  | 15† | KI  | KI  |     |     |     |     |     |     |     | 0      | -        |
| 2006 | Super Aguri | Honda V8 | B     | Ide Júdzsi      | KI  | KI  | 13  | KI  |     |     |     |     |     |     |     |     |     |     |     |     |     |     | 0      | -        |
| 2006 | Super Aguri | Honda V8 | B     | Franck Montagny |     |     |     |     | KI  | KI  | 16  | 18  | KI  | KI  | 16  |     |     |     |     |     |     |     | 0      | -        |

† - nem ért célba, de rangsorolták, mert teljesítette a versenytáv 90 százalékát

## Külső hivatkozások
1. ↑  Preston postpones plans, joins Aguri. | F1 | Crash (angol nyelven). www.crash.net, 2005. november 4. (Hozzáférés: 2024. szeptember 11.)
2. ↑  Motorsport.com: Max Verstappen, Formule 1, MotoGP, MXGP, Le Mans, DTM en meer (holland nyelven). nl.motorsport.com, 2024. szeptember 11. (Hozzáférés: 2024. szeptember 11.)
3. ↑  Minardi confirm back-to-back Arrows test - GPUpdate.net. web.archive.org, 2012. április 3. [2012. április 3-i dátummal az eredetiből archiválva]. (Hozzáférés: 2024. szeptember 11.)
4. ↑  White Walker - 2006 Super Aguri SA05 Honda. web.archive.org, 2022. január 17. [2022. január 17-i dátummal az eredetiből archiválva]. (Hozzáférés: 2024. szeptember 11.)
5. ↑  http://www.gpupdate.net/en/f1-news/116159/new-aguri-planned-for-french-gp/
6. ↑  Unexpected Resurrection - 2006 Super Aguri SA05 Honda (Double Trouble Part 2/2) — Carmrades. web.archive.org, 2020. július 2. [2020. július 2-i dátummal az eredetiből archiválva]. (Hozzáférés: 2024. szeptember 11.)
7. ↑  „Rookie Ide axed for European GP”, 2006. május 4. (Hozzáférés: 2024. szeptember 11.) (brit angol nyelvű)